# معركة كوناكسا
مَعْرَكة كونِاكسِا (باليونانية: Κούναξα) دَارَتْ رَحَاها يَومْ 3 سِبتمبر عام 401 قبَل المِيلاد على بعد 70 كم شمال بابل ، في كوناكسا (الوقت الحاضر بغداد) ، على الضفة اليسرى لنهر الفرات. بين قوات قورش الأصغر وأخيه الأكبر أردشير الثاني الأخميني، والذي ورَثَ عَرش فارس باسم أردشير الثاني عام 404 قبلَ الميلاد. انتَهت المَعركة بِنَصر حاسم لقوات أردشير الثاني ونهاية التَمرد. المَصدر الرئيسي لاحداث المَعركة هو المؤرخ والفَيلَسوف اليوناني زينوفون ، والذي نفسه كانَ جُندياً في جَيش قورش الأصغر.

## الاستعدادات

### ترتيب الجَيشين
جَمعَ قورش جيشًا من المُرتَزقة اليونانيين، يتألف من 10.400 جندي من جنود المشاة اليوناني و 2500 من المشاة الخفيفة، تحت قيادة الجنرال المتقشف كليرشوس الاسبارطي. كان لديه أيضًا قوة كبيرة من الجنود الذين تمَ تَجنيدها تحت قيادة أريوس الثاني. بينما بلغت قوة الجيش الأخميني 40.000 رجل.
عندما علمَ قورش أن أخيه الأكبر، الملك العظيم، كان يقترب مع جيش جَرار، قام بتشكيل قواته في مجموعة قتالية. وضع المرتزقة اليونانيين على اليمين بالقرب من النهر. بالإضافة إلى ذلك، تم دعمهم على يمينهم من قبل بعض سلاح الخًيالة، 1000 جندي، كما كان مُتعارف عليه ترتيب المعركة في ذلك اليوم. كان قورش نفسه مع 600 حارس شخصي في الوسط، على يسار المرتزقة اليونانيين - المكان الذي وضع فيه الملوك الفارسيون أنفسهم تقليديًا في ترتيب المعركة. كانت قوات قورش الآسيوية على الجهة اليسرى. 
على العكس من ذلك، وضع أردشير الثاني يساره على النهر مع وحدة من سلاح الخَيالة تدعمه أيضًا. تَمركز أردشير في وسط جَيشه، مع 6000 وحدة من سلاح الخَيالة الفارسي (والتي كانت من بين الأفضل في العالم) كانت على يسار قورش ، وكان خط جَيشه أطول بكثير. تداخل خط أردشير الثاني مع خط قورش الأصغر بشكل كبير، حيث كان قادرًا على إرسال المزيد من القوات. 
ثم اقترب قورش من كليرشوس الاسبارطي ، زعيم الفيلق الاغريقي، الذي كان يقود الكتائب المتمركزة على اليمين، وأمره بالانتقال إلى المركز لملاحقة أردشير الثاني في حال تراجُعه. رفض  كليرشوس ، الذي لم يرغب في القيام بذلك - خوفًا من جناحه الأيمن الغير مؤمن - ، وعد قورش كليرشوس، وفقًا لزينوفون ، بأنه «سيهتم بأن يكون كل شيء على ما يرام». أراد قورش وضع اليونانيون في المركز كونهم الأكثر قدرة على هزيمة نخبة سلاح الخَيالة الفارسي. رفض كليرشوس الاسبارطي هذه الأوامر بسبب عدم الأمان الذي كان لدى اليونانيين تجاه جناحهم الأيمن، والذي كان يميل إلى الانجراف وكان غير محمي، كون الفيلق اليوناني كان يحمل الدروع في اليد اليسرى. إن عدم امتثال  كليرشوس لهذا الأمر هو علامة على عدم سيطرة قورش الأصغر على جَيشه، كما كشفت مناسبتان أخريان خلال هذه الحملة قبل المعركة أيضًا.

قبلَ بدء الهجوم النهائي، اقتربَ زينوفون ، الناقل الرئيسي لأحداث مَعْرَكة كونِاكسِا، والذي كان على الأرجح في ذلك الوقت من الضباط المتوسطين، من قورش الأصغر للتأكد من أن جميع الأوامر والترتيبات المناسبة قد تم اتخاذها. أخبره قورش بان كُل شيء جاهز، وأن التضحيات التي جرى تقليديًا تَقديمُها قبل المعركة وَعدة بالنَصر. 

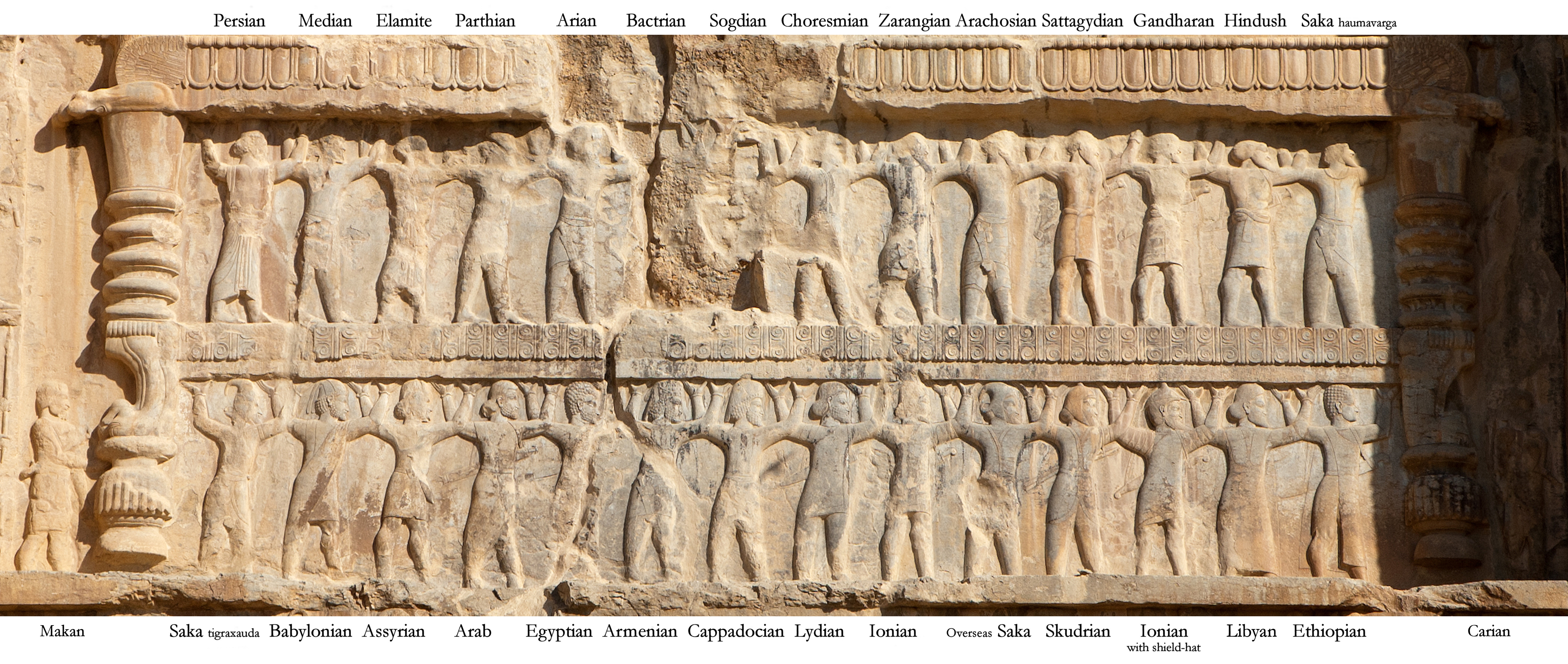
جَيش أردشير الثاني ، كما صُور على قَبره في برسيبوليس.

## المَعركة
انَتشرَ اليُونانيونْ على يَمين جَيش قورش وعددَهم قليلًا، هاجموا الجناح الأيسر لجيش أردشير ، الذي تَداعت صُفوفه وبدءَ بالتراجع قبل أن يُصبحَ تحتَ خط السهام. ومع ذلك، على اليمين الفارسي، كانت المعركة بين جيش أردشير وجيش قورش أكثر صعوبة وطول أمدْ. هاجمَ قورش شخصيًا خَيالة الحَرس المَلكي لأخيه، فََسقطَ قَتيلاً بعدَ أن أصيبة برمح ، مما دفع المتمردين إلى التراجع. (كان الرَجُل الذي ألقى الرمح جندياً معروفًا باسم ميثريدس، وسيتم إعدامه لاحقًا بواسطة سكافيزم (وسيلة إعدام فارسية قديمة، صممت لإلحاق أكبر قدر من العذاب) لأنه أخذ القتلَ من أردشير الثاني). فقط المرتزقة اليونانيون، الذين لم يسمعوا بموت قورش وكانوا مدججين بالسلاح، صمدوا. تقدم كليرشوس ضد الجناح الأيمن الأكبر بكثير لجيش أردشير الثاني وأرسله إلى التراجع. في هذه الأثناء، استولت قوات أردشير على المعسكر اليوناني ودمرت إمداداتهم الغذائية.

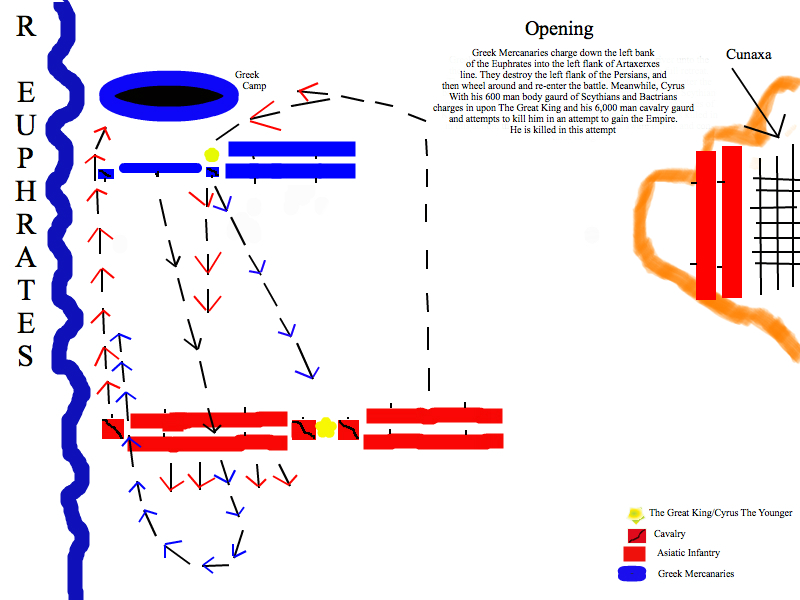
المَرحلة الأولى من المًعركة
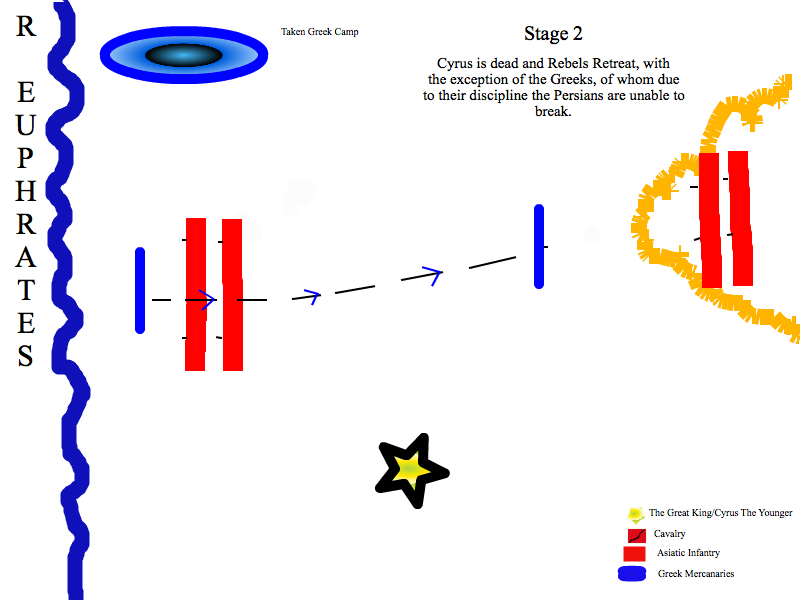
المَرحلة الثانِية من المًعركة

## ما بَعد الواقعة

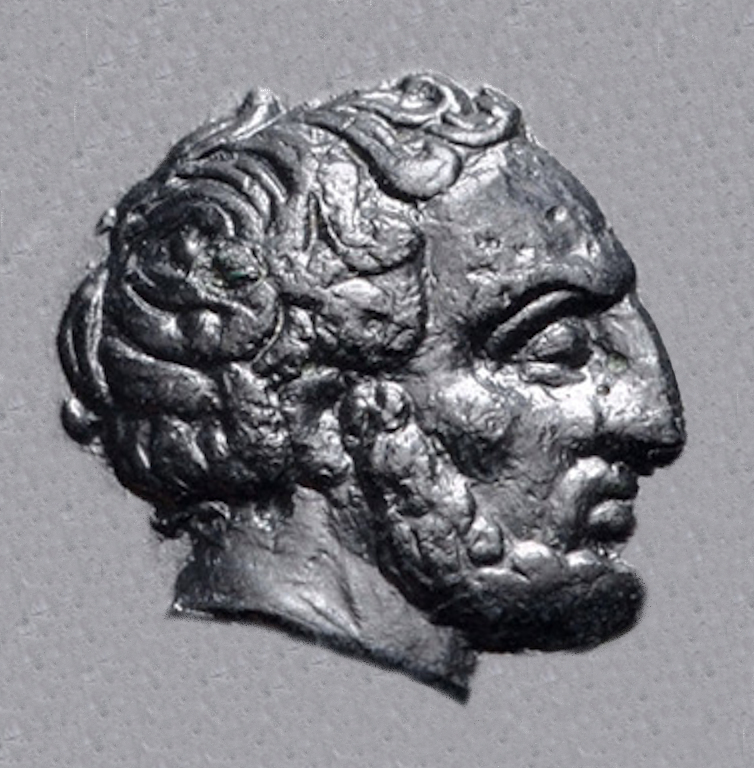
دعا تيسافرنيس الجنرالات اليونانيين إلى وليمة، ثم ألقي القبض عليهم وإعدامهم.

حَسب تَدوين الجُندي والفَيلسوف اليوناني زينوفون ، فَرقت القوات اليونانية الثقيلة أعدائها مرتين ؛ بل حتى أصيبَ جُندي يوناني واحد فقط. فقط بعد المَعركة سمعوا أن قورش نفسه قد قُتل، مما جعل انتصارهم غير ذي صلة وعَديم الجَدوى وأصبحت الحملة الاستكشافية فاشلة. بَعدها أصبحَ اليونان في وسط إمبراطورية كبيرة جدًا بلا طعام ولا أصدقاء موثوق بهم. عَرضوا جعل حليفهم الفارسي أريوس الثاني ملكًا، لكنه رفض على أساس أنه ليس من الدم الملكي وبالتالي لن يجد الدعم الكافي بين الفرس للنجاح. عرضوا خدماتهم على تيسافرنيس ، وهو ساتراب لأردشير الثاني ، لكنه رفضهم، وبِدورهم رفضوا الاستسلام له.
كان تيسافرنيس يعاني من مشكلة. جيش كبير من القوات الثقيلة المُعادية، الذي لم يستطع هزيمته بالهجوم المباشر. لقد زودهم بالطعام، وبعد انتظار طويل، قادهم شمالًا إلى ديارهم، وفي الوقت نفسه قامَ بفصل أريوس وقواته الخفيفة عن قضيتهم.

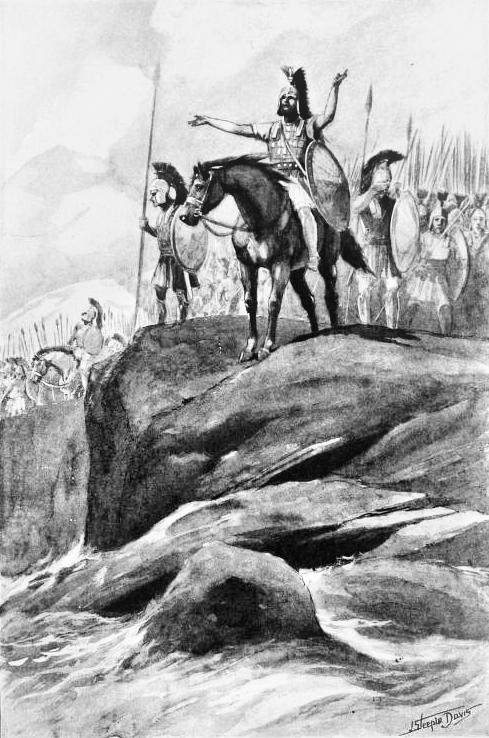
زينوفون والعشرة آلاف يَصِلون إلى البحر.

قبل كبار الضباط اليونانيين بحماقة دعوة تيسافرنيس إلى وليمة. هناك تم أسرهم، ونقلهم إلى الملك وقُطِعت رئوسهم. انتخب اليونانيون ضباطًا جددًا للقيادة منهم زينوفون وشرعوا في السير شمالًا إلى البحر الأسود عبر كوردوين وأرمينيا ، للوصول إلى المستعمرات اليونانية على الشاطئ. تم تسجيل نجاحهم النهائي، في «مسيرة العشرة آلاف» ، من قبل المؤرخ زينوفون.
أصبح الجيش الآن في قلب بلاد مجهولة وبعيدا عن الوطن وفي رحمة عدو شديد. وتقرر الذهاب شمالا نحو وادي دجلة والوصول لشواطئ البحر الأسود، حيث توجد هناك عدة مستعمرات يونانية. وأصبح زينوفون القائد الروحي للجيش فانتخب ضابطا وهو الذي قاد تراجع الجيش.
كان جزء من الطريق يمر خلال براري كردستان، حيث توجب عليهم مواجهة هجمات قبائل الجبال، وجزء آخر يمر خلال مرتفعات أرمينيا وجورجيا. وصلوا إلى ترابيزوس (طرابزون) على البحر الأسود بعد مسيرة خمسة أشهر، حيث بدأت معنوياتهم تنهار، وحتى زينوفون كان فاقد السيطرة تقريبا على العساكر. وتطلع لتأسيس مستعمرة جديدة في كوتيورا؛ لكن الفكرة طويت عندما لم تتم الموافقة بالإجماع، وفي النهاية وصل زينوفون مع رفاقه اليونانيين إلى خريسوبوليس (سكوتاري) على البسفور والمقابلة لمستوطنة بيزنطة.

### كتيسياس
كانَ هُناك كاتباَ مَشهوراً آخر في العُصور القديمة، إلى جانب زينوفون ، حاضرًا في مَعْرَكة كونِاكسِا. كان كتيسياس ، من مواليد كاريا ، التي كانت تنتمي إلى الإمبراطورية الأخمينية في ذلك الوقت، جزءًا من حاشية الملك أردشير في مَعْرَكة كونِاكسِا، وقدمَ المُساعدة الطبية للملك من خلال علاج جِراح جسده.  وبحسب ما ورد شارك في مفاوضات مع الإغريق بعد المعركة، كما ساعد جنرالهم المتقشف كليرشوس الاسبارطي قبل إعدامه.  كان كتيسياس مؤلفًا لأطروحات عن الأنهار، وعن الإيرادات الفارسية، لرواية عن الهند بعنوان إنديكا (Ἰνδικά) ، وتاريخ آشور وبلاد فارس في 23 كتابًا، تسمى بيرسيكا (Περσικά) ، كتبت في معارضة هيرودوت في اللهجة الأيونية، وأُضيفت بصورة جَوهرية على المحفوظات الملكية الفارسية.